# Estadi Dr. Issoufou Joseph Conombo
L'Estadi Dr. Issoufou Joseph Conombo, anteriorment conegut com Estadi Municipal d'Ouagadougou, és un estadi esportiu de la ciutat d'Ouagadougou, a Burkina Faso.
És la seu dels clubs Rail Club du Kadiogo i Santos Football Club i té una capacitat per a 15.000 espectadors.